# Tempio delle Ninfe

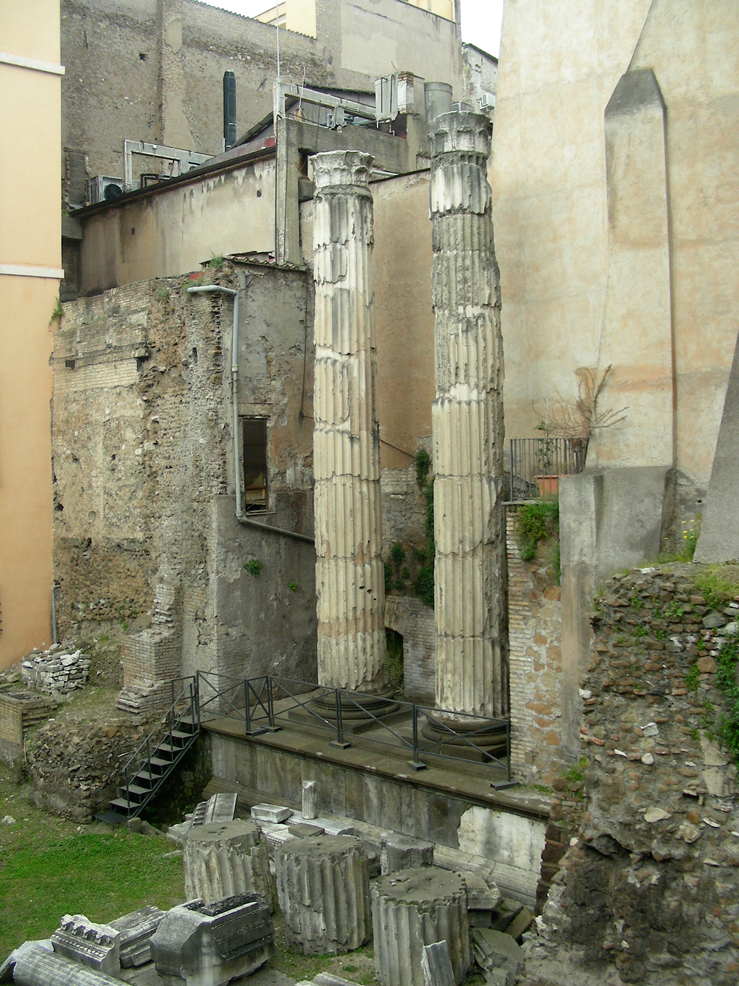
I resti del tempio delle Ninfe a Roma

Il tempio delle Ninfe era un tempio dell'antica Roma, la cui esistenza è testimoniata dalle fonti antiche, generalmente identificato con i resti di rimessi in luce lungo la via delle Botteghe Oscure. Il tempio dovette essere fondato nel III secolo a.C. o agli inizi del II. Dovette subire un incendio alla metà del I secolo a.C. e fu probabilmente interessato dall'incendio del Campo Marzio dell'80 d.C..

## Descrizione
La pianta del tempio ci è conservata in un frammento della Forma Urbis severiana, dove è presentato all'interno della porticus Minucia, come un tempio periptero, con 8 colonne in facciata (ottastilo) e due file di 6 colonne sui lati. Il tempio si trovava in posizione eccentrica rispetto al quadriportico, che dovette essergli eretto intorno in un secondo momento.
I resti di via delle Botteghe Oscure sono stati rinvenuti nel 1938 e lasciati visibili a lato della via moderna; due delle colonne vennero rialzate nel 1954. I resti permettono di individuare diverse fasi dell'edificio: il nucleo di opera cementizia all'interno del podio risale al II secolo a.C., le basi delle colonne e le modanature del podio attualmente visibili sono state datate alla metà del I secolo a.C. ed elementi architettonici in marmo, tuttora conservati nell'area, tra cui un fregio-architrave con strumenti sacrificali, dell'epoca di Domiziano, testimonianza forse di un restauro a seguito dell'incendio dell'anno 80.
Secondo alcuni studiosi il tempio di via delle Botteghe Oscure deve essere invece identificato con il tempio dei Lari Permarini (normalmente ritenuto essere il tempio D dell'area sacra di Largo Argentina) e il quadriportico che lo circondava con la porticus Minucia vetus.

## Altre immagini

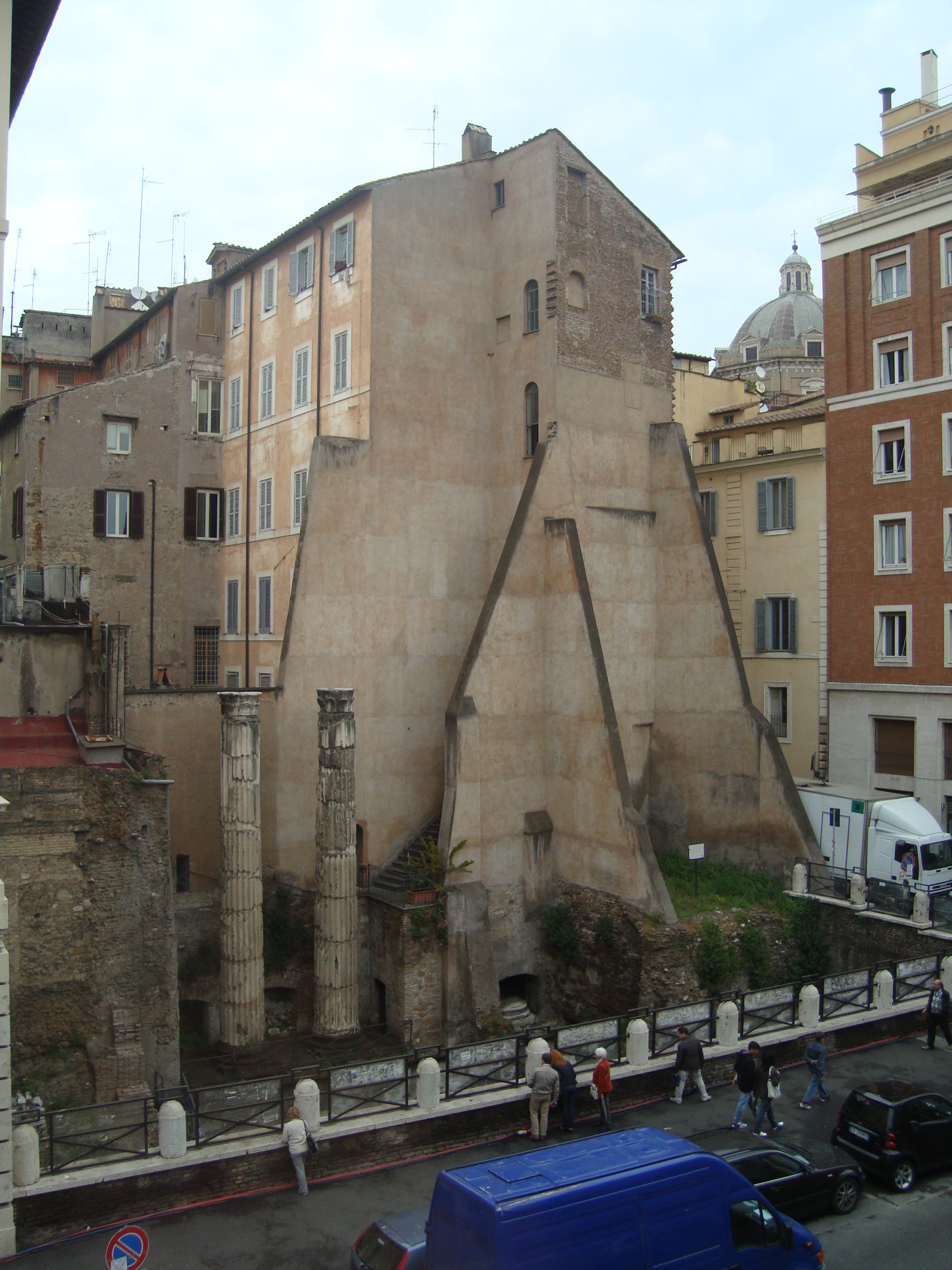
Veduta
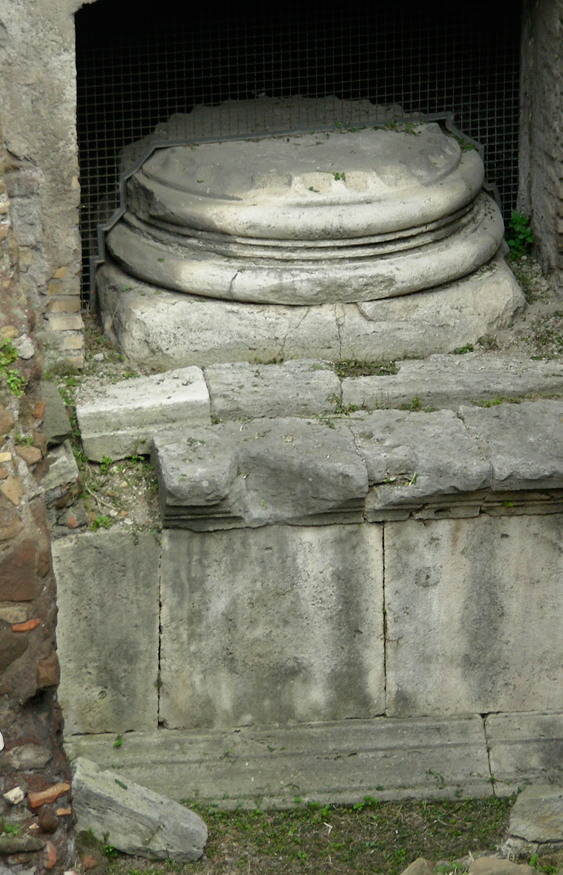
Base e rivestimento modanato del podio (I secolo a.C.)
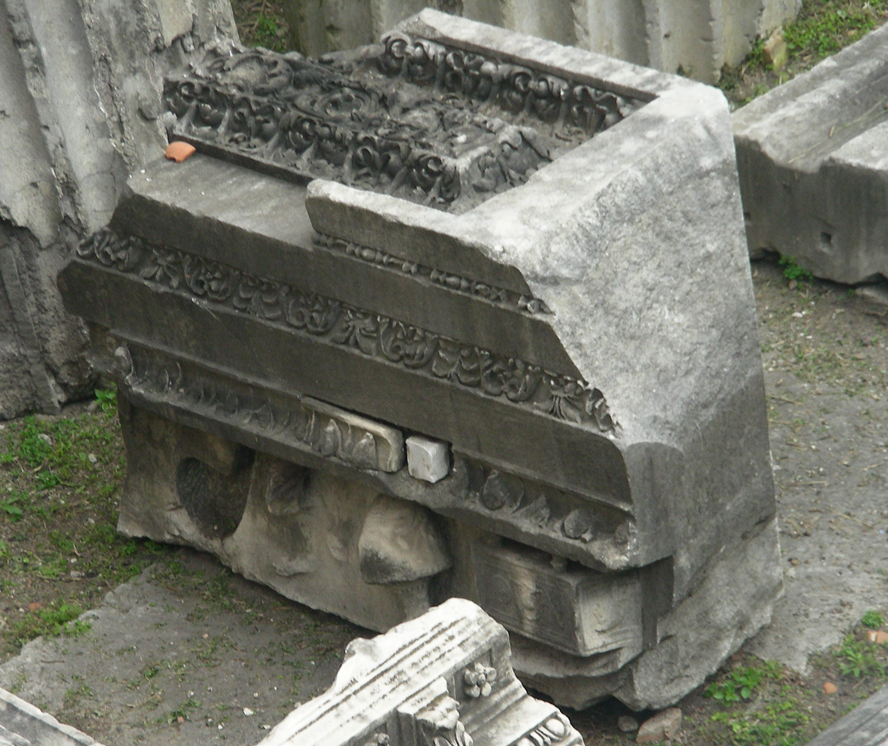
Fregio marmoreo con strumenti sacrificali (età di Domiziano)